# Граф Мар
Граф Мар (англ. Earl of Mar) — один зі старовинних дворянських титулів в Шотландії.

Герб графів Мар

## Історія
Титул був утворений XII століття й сходить корінням до стародавнього роду мормерів Мара. Порядок спадкування протягом двох наступних століть відомий лише приблизно. 
Ізабель Дуглас, 11-та за рахунком володарка титулу, була захоплена Олександром Стюартом разом із замком Кілдраммі. 12 серпня 1404 року Стюарт примусив Ізабель підписати документ, згідно з яким титул відходив йому і його нащадкам. Згодом вона оскаржила законність цього документа, але після того, як Стюарт взяв її в дружини, була змушена повернути йому титул на користь своїх спільних нащадків. Через рік король затвердив цей документ.
У 1426 році Яків I вдруге підтвердив право Стюарта іменуватися графом Мара, однак поставив умову, що після його смерті титул відійде короні. Після смерті Стюарта в 1435 році претензії на право успадкувати титул заявив Роберт, лорд Ерскін. Він був одружений з Джанет Кіт, а її далеким предком був один з ранніх графів Мара. Яків II тим не менше вирішив дотриматися договору батька і в 1457 році конфіскував титул на користь корони, передавши його молодшому синові Джону. Після того, як принц помер у 1479 році, не залишивши спадкоємця, титул перейшов до його брата Олександра Стюарта, герцога Олбані, і незабаром був конфіскований через зв'язки герцога з англійцями. У 1486 році Яків III дарував титул своєму синові Джону Стюарту, але той у 1503 році помер бездітним. Наступним володарем титулу став Джеймс Стюарт, граф Морів, син Якова V, а коли той помер, теж не залишивши потомства чоловічої статі, титул знову був заморожений.
У 1565 році королева Марія Стюарт подарувала (а точніше відновила) титул графа Мар, Джону, лорду Ерскін. Джон Ерскін, 6-й граф Мар, був одним із лідерів якобінського повстання 1715 року, за що титул у нього був конфіскований і заморожений більш ніж на сторіччя. У 1824 році рішенням парламенту він був повернутий Джону Френсісу Ерскіну, нащадку 6-го графа. Його онук Джон Френсіс Міллер Ерскін, 9-й граф Мар, успадкував титул графа Келлі й долучив його до вже наявного. Після його смерті в 1866 році титул графа Келлі й фамільні володіння відійшли Волтеру Ерскіну, двоюрідному братові померлого (спадкоємця чоловічої статі). Разом з тим титул графа Мара успадкував його племінник і прямий спадкоємець,  Джон Френсіс Гудів, який змінив прізвище на Гудів-Ерскін. Граф Келлі опротестував рішення 9-го графа і направив в Палату лордів прохання про передачу йому титулу графа Мара, однак він помер перш, ніж по його справі було винесено рішення. Його син, 13-й граф Келлі, відновив позов. Він містив такі пункти:
- Історично титул графа Мара був підтриманий територіально і тому не може бути відділений від земель.
- Олександр Стюарт отримав повторне підтвердження носити цей титул короля, а не через шлюб з Ізабель.
- Після смерті Стюарта його землі відійшли короні згідно з підписаним королем документом.
- Через те, що титул невіддільний від земель, то після їх втрати титул повинен був бути заморожений назавжди.
- З цього випливає, що — раз територіально графство перестало існувати — титул, який королева Марія Стюарт подарувала Джону Ерскіну, був не відновленим, а абсолютно новою креацією під тією ж назвою.
- Через те, що за законом титул подібного роду може переходити лише по чоловічій лінії, спадкоємцем титулу є граф Келлі, а не Джон Гудів-Ерскін.

У Гудів-Ерскіна, тим не менш, була своя думка. Він вважав, що Яків II присвоїв титул незаконно, і навів такі аргументи:
- Король конфіскував титул і землі Олександра Стюарта, тоді як за законом їх повинен був успадкувати Роберт Ерскін.
- Ерскіни протягом довгого часу висували свої претензії на титул.
- Марія Стюарт лише відновила справедливість, нагородивши Джона Ерскіна титулом графа Мара, але ніяк не створила нову креацію.
- Наслідком цього є те, що право носити титул належить Джону Гудів-Ерскіну, прямому спадкоємцю графа.

У 1875 році комітет Палати лордів ухвалив, що титул графа Мара є новою креацією від 1565 року і тому спадкоємцем титулу є граф Келлі. Однак потім справу було переглянуто, і результат повинен був задовольнити обох претендентів. Було вирішено, що відтепер існують два різних титули графа Мара. Титул 1565 року відійшов графу Келлі, а більш давній титул, присвоєний Яковом II, — Джону Гудів-Ерскіну. Щоб уникнути можливого поновлення конфлікту, було вирішено, що цей титул був створений у 1404 році.

## Мормери Мара
- Руадрі, граф Мара
- Гіллі Клеріг, граф Мара
- Моргган, граф Мара (пом. не пізніше 1183)
- Гіллі Кріст, граф Мара (пом. близько 1203)
- Доннхад, граф Мара (пом. близько 1244)
- Уллем, граф Мара (пом. близько 1276)
- Домналл I, граф Мара (пом. близько 1301)
- Гартнат, граф Мара (пом. близько 1305)
- Домналл II, граф Мара (пом. 1332)
- Томас, граф Мара (пом. 1374)
  - Маргарет, графиня Мара (пом. близько 1391)
  - Ізабель Дуглас, графиня Мара (близько 1360 — 1408)

## Граф Мар, перша креація
- Роберт Ерскін, 1-й лорд Ерскін, де-юре 12-й граф Мар (близько 1380 — близько 1452)
- Томас Ерскін, 2-й лорд Ерскін, де-юре 13-й граф Мар (близько 1435 — близько 1493)
- Олександр Ерскін, 3-й лорд Ерскін, де-юре 14-й граф Мар (близько 1456 — близько 1509)
- Роберт Ерскін, 4-й лорд Ерскін, де-юре 15-й граф Мар (близько 1475 — 1513)
- Джон Ерскін, 5-й лорд Ерскін, де-юре 16-й граф Мар (близько 1500 — 1555)
- Джон Ерскін, 6-й лорд Ерскін, спочатку де-юре, а потім де-факто 17-й граф Мар, де-юре 1-й граф Мар (близько 1542 — 1572)
- Джон Ерскін, 18-й граф Мар, де-юре 2-й граф Мар (1562 — 1634)
- Джон Ерскін, 19-й граф Мар, де-юре 3-й граф Мар (близько 1585 — 1653)
- Джон Ерскін, 20-й граф Мар, де-юре 4-й граф Мар (близько 1630 — 1688)
- Чарльз Ерскін, 21-й граф Мар, де-юре 5-й граф Мар (1650 — 1689)
- Джон Ерскін, 22-й граф Мар, де-юре 6-й граф Мар (близько 1687 — 1737), у 1716 році був позбавлений титулу
- Джон Френсіс Ерскін, 23-й граф Мар, де-юре 7-й граф Мар (1741 — 1825), в 1824 році відновив титул
- Джон Томас Ерскін, 24-й граф Мар, де-юре 8-й граф Мар (1772 — 1828)
- Джон Френсіс Міллер Ерскін, 25-й граф Мар, де-юре 9-й граф Мар, 11-й граф Келлі (1795 — 1866), успадкував титул графа Келлі в 1829 році
- Джон Френсіс Ерскін Гудив-Ерскін, спочатку де-юре, а потім де-факто 26-й граф Мар (1836 — 1930)
- Джон Френсіс Гамільтон Сінклер Канліфф Брукс Форбс Гудив-Ерскін, 27-й граф Мар (1868 — 1932)
- Лайонел Волтер Ерскін-Янг, 28-й граф Мар (1891 — 1965)
- Кліфтон Джеймс Мар, 29-й граф Мар (1914 — 1975)
- Маргарет Елісон Мар, 30-а графиня Мар (р. 1940)

Спадкоємиця титулу — С'юзан Хелен Мар, пані Мара (нар. 1963)

## Граф Мар, друга креація (1426)
- Олександр Стюарт, 1-й граф Мар (близько 1375 — 1435)

## Граф Мара та Гаріоха, третя креація (1459)
- Джон Стюарт, 1-й граф Мара та Гаріоха (пом. 1479)
- Роберт Кохрейн, граф Мара (пом. 1482)

## Граф Мара та Гаріоха, четверта креація (1483)
- Олександр Стюарт, 1-й герцог Олбані, 1-й граф Мара та Гаріоха (1454 — 1485)

## Граф Мара та Гаріоха, п'ята креація (1486)
- Джон Стюарт, 1-й граф Мара і Гариоха (1479 — 1503)

## Граф Мар, шоста креація (1562)
- Джеймс Стюарт, 1-й граф Морей, граф Мара (1531 — 1570)

## Граф Мар, сьома креація (1565)

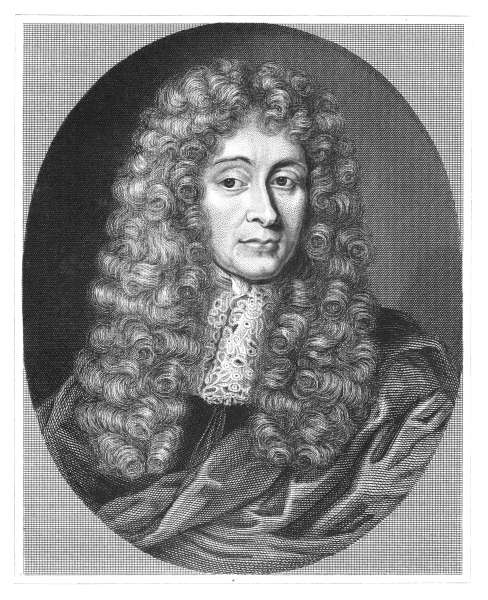
Джон Ерскін, 22-й граф Мар

- Джон Ерскін, 6-й лорд Ерскін, спочатку де-юре, а потім де-факто 17-й граф Мар, де-юре 1-й граф Мар (близько 1542 — 1572)

- Джон Ерскін, 18-й граф Мар, де-юре 2-й граф Мар (1562 — 1634)
- Джон Ерскін, 19-й граф Мар, де-юре 3-й граф Мар (близько 1585 — 1653)
- Джон Ерскін, 20-й граф Мар, де-юре 4-й граф Мар (близько 1630 — 1688)
- Чарльз Ерскін, 21-й граф Мар, де-юре 5-й граф Мар (1650 — 1689)
- Джон Ерскін, 22-й граф Мар, де-юре 6-й граф Мар (близько 1687 — 1737), у 1716 році був позбавлений титулу
- Джон Френсіс Ерскін, 23-й граф Мар, де-юре 7-й граф Мар (1741 — 1825), в 1824 році відновив титул
- Джон Томас Ерскін, 24-й граф Мар, де-юре 8-й граф Мар (1772 — 1828)
- Джон Френсіс Міллер Ерскін, 25-й граф Мар, де-юре 9-й граф Мар, 11-й граф Келлі (1795 — 1866), успадкував титул графа Келлі в 1829 році
- Волтер Конігсбі Ерскін, 12-й граф Келлі, де-юре 10-й граф Мар (1810 — 1872)
- Волтер Генрі Ерскін, 13-й граф Келлі, спочатку де-юре, а потім де-факто 11-й граф Мар (1839 — 1888)
- Волтер Джон Френсіс Ерскін, 12-й граф Мар, 14-й граф Келлі (1865 — 1955)
- Джон Френсіс Херві Ерскін, 13-й граф Мар, 15-й граф Келлі (1921 — 1993)
- Джеймс Торн Ерскін, 14-й граф Мар, 16-й граф Келлі (нар. 1949)

Спадкоємець титулу — Олександр Девід Ерскін (брат графа)